# Bulbo

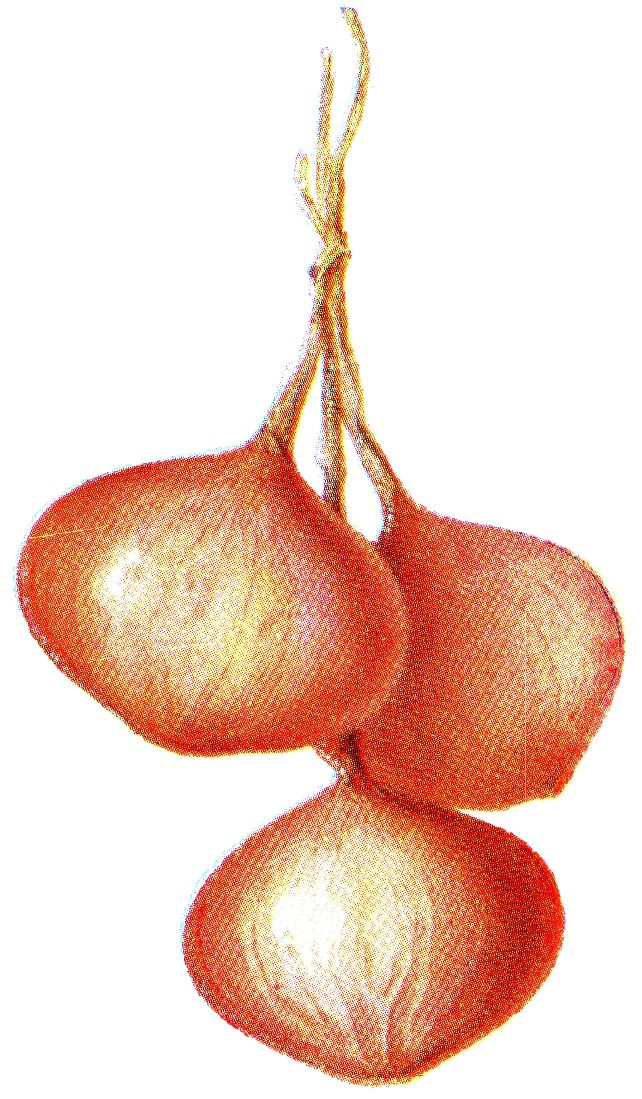
Allium cepa - cipolla

Il bulbo è un organo di propagazione vegetativa, che svolge anche una funzione di resistenza permettendo il superamento di condizioni climatico-ambientali sfavorevoli come freddo o siccità ecc...

## Aspetto

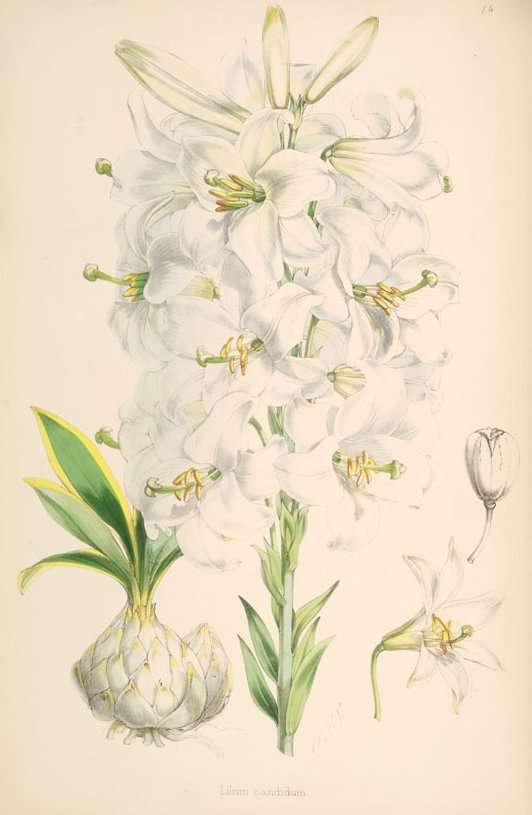
Lilium candidum - giglio

In base all'aspetto che può assumere nei diversi generi, il bulbo si definisce:
- tunicato (o vestito), se ricoperto da un involucro (aglio, giacinto, ecc.)
- embricato, se i catafilli sono poco ampi e assumono l'aspetto di squame (lilium)
- solido, se ha l'asse molto grosso e i catafilli sono molto ridotti. In questo caso può essere denominato anche bulbo-tubero (zafferano, gladiolo)

Nei casi in cui, come in Allium cepa, il bulbo germoglia una sola volta, all'ascella dell'ultimo catafillo si forma un nuovo bulbo che viene detto bulbo di sostituzione.

## Caratteristiche
Per la creazione di quest'organo sotterraneo, le piante bulbose vengono incluse assieme alle tuberose e alle rizomatose nella categoria biologica delle geofite. Esso è tipico tra le piante monocotiledoni (Liliaceae, Alliaceae, Amaryllidaceae, Iridaceae).
Dal punto di vista strutturale il bulbo è paragonabile ad una pianta avente un fusto brevissimo (disco o girello) che da una parte è munito di tante radici fascicolate e dall'altra di una gemma. Quest'ultima è circondata e protetta da foglie, alcune interne (catafilli), succose e ricche di sostanze di riserva, altre più esterne, secche e con funzione protettiva.
Lo sviluppo della gemma, in condizioni ambientali favorevoli, darà luogo alla formazione di varie foglie verdi e di uno o più assi fiorali. Le sostanze di riserva contenute nei catafilli hanno il compito di nutrire il germoglio durante queste fasi.

## Bulbilli

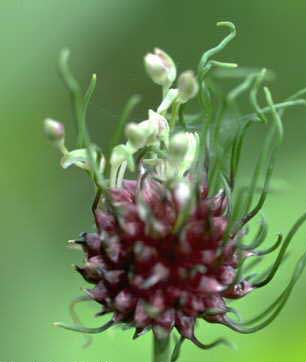
Allium vineale - bulbilli

Spesso le piante bulbose formano delle strutture, denominate bulbilli che, staccandosi dalla pianta madre, hanno la funzione di propagazione. Numerose specie del genere Allium formano bulbilli sulle loro infiorescenze, i capolini; altre specie o altri generi possono formare bulbilli alle ascelle delle foglie o altrove.